# Шугар Крик (Мисури)
Шугар Крик (енгл. Sugar Creek) град је у америчкој савезној држави Мисури.

## Демографија
По попису из 2010. године број становника је 3.345, што је 494 (-12,9%) становника мање него 2000. године.
| Група             | 2000.         | 2010.         |
| Белци             | 3.532 (92,0%) | 2.911 (87,0%) |
| Афроамериканци    | 31 (0,8%)     | 82 (2,5%)     |
| Азијати           | 20 (0,5%)     | 19 (0,6%)     |
| Хиспаноамериканци | 156 (4,1%)    | 236 (7,1%)    |
| Укупно            | 3.839         | 3.345         |